# 양구초등학교 월명분교
양구초등학교 월명분교는 대한민국 강원특별자치도 양구군 양구읍 파라호로2번길 25-7 (월명리)에 있었던 초등학교 분교이다.

## 역사
- 1955.05.19 월명국민학교 설립인가
- 1985.03.01 양구국민학교 월명분교장 개편
- 1996.03.01 양구초등학교 월명분교장 교명 변경
- 1999.09.01 학교 폐지(양구초등학교에 통폐합)